# Гусєв Юрій Веніамінович
Юрій Веніамінович Гусєв (нар. 15 листопада 1979, м. Коростишів, Житомирська область) — український політик, громадський діяч, дипломат, Надзвичайний і Повноважний Посол України в Азербайджані з 22 лютого 2024 року, ексзаступник Міністра оборони України (2014—2016). Голова Херсонської обласної державної адміністрації з 13 липня 2019 по 3 грудня 2020 року. З 3 грудня 2020 до 27 червня 2023 року — директор Укроборонпрому. 
Був висунутий у народні депутати від партії «Слуга народу» на парламентських виборах 2019 року у списку, але не продовжив участі у виборах.

## Життєпис

### Освіта
1998—2002 — студент Херсонського Державного Технічного Університету, був студентським мером Херсона, головою Херсонської обласної молодіжної громадської організації «Молода нація».
З відзнакою закінчив магістратуру в Київському Національному Економічному Університеті, з відзнакою закінчив Херсонський Державний Технічний Університет за спеціальністю «фінанси». Завершив дві програми в Harvard Kennedy School (2011, 2017).
2014 року захистив дисертацію з економіки в Центрі індустріальних проблем Національної Академії Наук (м. Харків). У 2018 захистив дисертацію з історії церкви в Чернівецькому православному богословському інституті.
Закінчив програми в Aspen Institute Kyiv.
Кандидат економічних наук, доцент, запрошений професор Військового Університету Нуева Гранада (Республіка Колумбія), доктор богословських наук.

### Професійна діяльність
- 1999 — радник Голови Херсонської обласної державної адміністрації з питань молодіжної політики.
- 2002 — балотувався до Верховної Ради від Виборчого блоку політичних партій «Команда Озимого Покоління»[10].
- До 2009 — очолював комерційні компанії.
- 2009—2014 — працював в різних органах державної влади: був керівником групи радників Міністра економіки, директором департаменту національних проєктів, радником Міністра фінансів.
- 2014—2016 — працював в Міністерстві оборони України: був керівником департаменту економічної активності, заступником Міністра та Головою Ради реформ Міністерства оборони України[11]; один з ініціаторів «волонтерського десанту»[12].
- 2016 — радник Міністра інфраструктури.
- 2018 — радник Міністра екології та природних ресурсів.
- 2016 — 2019 — приватний підприємець, консультант та радник міжнародних та українських фінансових інституцій (IFC, EBRD, ПриватБанк).
- 13 липня 2019 — 3 грудня 2020 — голова Херсонської обласної державної адміністрації.
- з 03 грудня 2020 — Генеральний директор Державного концерну «Укроборонпром»[13].

27 червня 2023 року Указом Президента України звільнений із займаної посади.

### Громадська діяльність
Ініціатор Українського Клубу Реформаторів. Член спільнот Аспен. Член дорадчої ради Центру лідерства Українського Католицького Університету.
До 17 червня 2019 р. був президентом Міжнародного об'єднання «Земляцтво Херсонщини». Голова ради засновників Міжнародного центру стратегій оборони і безпеки.

## Публікації
- Співавтор монографії «Вітчизняна практика та світовий досвід СЕЗ і ТПР»[17].
- Співавтор книги «Як зробити Україну успішною»[18].
- Автор досліджень «Аналіз видатків сектору оборони в Україні у 2006—2016»[19] та «До питання демократичного цивільного контролю над ЗСУ»[20], «Стати ефективними та позбавитися зайвого або Навіщо нам потрібна е-революція держінституцій?»[21].
- Володіє авторським правом на збірку віршів — «Незбагненність. Збірка віршів українця»[22].

## Нагороди
- Іменна вогнепальна зброя (2015)
- Відзнака ГУР МОУ — медаль «За сприяння воєнній розвідці України» II ступеня (2015)
- Пам'ятний нагрудний знак Міністра оборони України «Захиснику України» (2015)
- Медаль Військової академії Королівства Іспанія «За заслуги» (2015)
- Відзнака Військового Університету Нуева Гранада (Республіка Колумбія) (2018)
- Галузева премія «Найкращий GR-спеціаліст 2018 року» за версією Української асоціації лобізму та GR (2018)
- «Регіональний лідер року — 2019» за версією Загальнонаціональної програми Людина року (премія)

## Особисте життя
Одружений, виховує сина та доньку. Захоплюється шахами та бігом (пробіг 2 півмарафони).

## Мови
Говорить українською, російською, англійською та французькою мовами.